# Charles Powlett, 2. Baron Bayning

Wappen des Charles Powlett, 2. Baron Bayning, ab 1821

Wappen des Charles Townshend, 2. Baron Bayning, bis 1821

Charles Frederick Powlett, 2. Baron Bayning (geborener Townshend, * 26. September 1785; † 2. August 1823 in Winchester), war ein britischer Peer und Politiker.
Er war der ältere Sohn des Charles Townshend, 1. Baron Bayning, aus dessen Cousine Annabella Powlett-Smyth. Seine Eltern waren jeweils mütterlicherseits Enkel des Lord William Powlett (1666–1729), jüngerer Sohn des Charles Paulet, 1. Duke of Bolton.
1808 schloss er sein Studium am Trinity College der Universität Cambridge als Master of Arts ab. Im selben Jahr wurde er als Abgeordneter für das Borough Truro in Cornwall ins House of Commons gewählt. Er gehörte zur Partei der Tories. Beim Tod seines Vaters erbte er 1810 dessen Adelstitel als 2. Baron Bayning, wodurch er einen Sitz im House of Lords erhielt und aus dem House of Commons ausschied. Beim Tod seines Onkels mütterlicherseits (und zugleich Onkels zweiten Grades väterlicherseits), William Powlett (1758–1821), erbte er dessen Vermögen und änderte hierzu 1821 seinen Familiennamen von „Townshend“ zu „Powlett“ und nahm dessen Wappen an.
Lord Bayning starb im August 1823 im Alter von 37 Jahren. Er war niemals verheiratet. Erbe seines Adelstitel und Vermögens wurde sein jüngerer Bruder Henry Townshend, der daraufhin seinen Familiennamen zu „William-Powlett“ änderte.